# Окарп
Окарп (на шведски: Åkarp, звук) е селище в южна Швеция, част от община Бурльов в лен Сконе. Населението му е около 6 300 души (2020).
Разположено е на 12 метра надморска височина край брега на протока Йоресун, на 8 километра североизточно от центъра на Малмьо и на 9 километра югозападно от Лунд. Селището е известно от 1120 година, а днес е предимно жилищно предградие на съседните градове.

## Известни личности
Родени в Окарп
- Ларс-Ерик Ларсон (1908 – 1986), композитор